# Quercus macrocalyx
Quercus macrocalyx är en bokväxtart som beskrevs av Paul Robert Hickel och Aimée Antoinette Camus. Quercus macrocalyx ingår i släktet ekar, och familjen bokväxter. Inga underarter finns listade.